# 상상하하
상상하하(上上下下, All About Love)는 홍콩에서 제작된 안 휘 감독의 2010년 코미디, 멜로/로맨스 영화이다. 오군여 등이 주연으로 출연하였고 허안화 등이 제작에 참여하였다. 알려진 다른 제목으로는 사랑에 관한 모든 것, 득한초반이 있다.

## 출연

### 주연
- 오군여
- 주혜민

### 조연
- 진위정
- 시우파이 청
- 곡조림
- 만기문
- 풍보보
- 임이문
- 번혁민